# Жадеит
Жадеитът е пироксенов минерал със състав NaAlSi2O6. Той е твърд (твърдост по Моос от около 6,5 до 7,0), много жилав и плътен, със специфично тегло около 3,4. Среща се в широка гама от цветове, но най-често нюанси на зелено или бяло. Жадеитът се образува само в зоните на субдукция на континенталните граници, където скалата претърпява метаморфизъм при високо налягане, но относително ниска температура.
Жадеитът е основният минерал, съставляващ най-ценната форма на жад, скъпоценен камък, особено ценен в Китай. Повечето нефрити от жадеит с качество на скъпоценни камъни идват от Северен Мианмар. Инструменти от нефрит са открити в обекти от каменната ера, което показва, че минералът е бил ценен от хората още преди началото на писаната история.

## Етимология
Името жадеит произлиза (през френската дума jade и латинската ilia) от испанската фраза „piedra de ijada“, която означава „камък от страната“, тъй като в миналото се е смятало, че лекува бъбречни заболявания, когато се прилага отстрани на тялото. Латинската версия на името, lapis nephriticus, е произходът на термина нефрит, който е различен минерал, но също споделя общоприетото име жад.

## Свойства
Жадеитът е твърд, изключително жилав, рядък минерал от семейството на клинопироксеновите минерали. Въпреки че има много променлив цвят, той обикновено е ябълковозелен до изумруденозелен, по-рядко бял или бял със зелени петна. Появата обикновено е гранулирана или масивна; отделните кристали са много редки и се срещат само като малки призматични кристали във вдлъбнатини в масивен жадеит. Кристалите са четиристранни или осемстранни в напречно сечение и показват перфектно разцепване на [110] под ъгли от 87 и 93 градуса. Свързващите се кристали от масивен жадеит допринасят за изключителната му здравина.
Жадеитът има твърдост по Моос от 6,5 до 7, малко по-ниска от тази на обикновения кварц. Жадът е сравнително плътен, със специфично тегло от 3,3 до 3,5 в естествени образци. Специфичното тегло се увеличава със съдържанието на желязо и много чистият жадеит има специфично тегло 3,25. Блясъкът е стъкловиден или перлен върху откритите повърхности на разцепване, а линията е безцветна. Жадеитът е полупрозрачен до прозрачен.
Жадеитът се характеризира със своя зелен цвят и здрави агрегати от компактни влакнести кристали. Може да се разграничи от нефрита по неговия стъкловиден блясък върху полирани повърхности (полираният нефрит има мазен блясък) и по своята по-висока плътност и индекс на пречупване. Серпентинът също има по-ниска плътност и индекс на пречупване от жадеита. Масивният жадеит също така характерно показва по-зърнеста текстура от нефрита или серпентинита.
Жадеитът има топимост 2,5 (което го прави умерено лесен за стопяване с пламък от пропан) и придава жълт цвят на пламъка.
Чистият жадеит има химичен състав NaAlSi
2O
6 и типичната структура на клинопироксен. Състои се от дълги вериги от силициеви тетраедри, в които всеки силициев йон е заобиколен от четири кислородни йона, като два от кислородните йони са споделени със съседни силициеви тетраедри. Веригите са свързани чрез алуминиеви и натриеви йони, за да образуват пълната триизмерна структура на кристал. Получената кристална структура принадлежи към моноклинната система с пространствена група C2/c. 

## Цветове
Цветът на жадеита обикновено варира от бяло през бледо ябълковозелено до наситено нефритено зелено, но може да бъде и синьо-зелено (като наскоро преоткрития жад „Олмекско синьо“), розово, лавандула и множество други редки цветове. Хлоромеланитът е много тъмнозелна до черна разновидност. Цветът се влияе до голяма степен от наличието на микроелементи като хром и желязо. Прозрачността му варира от непрозрачна до почти прозрачна. Вариации в цвета и полупрозрачността често се откриват дори в рамките на един екземпляр.

## Възникване
Значителни находища на жадеит са изолирани и редки. Намира се изключително в метаморфни скали с високо налягане и ниска температура в покрайнините на континентите. Тук може да се намери като шушулки или жилки или като разпръснати зърна. Находища има в Мианмар, Алпите, Русия, Калифорния, Япония, и Гватемала. Във Францисканския комплекс на Калифорния жадеитът се свързва с глаукофан, арагонит, мусковит, лавсонит и кварц. Въпреки това, случаите с лапидарно качество са почти само в Мианмар. Камъните по коритото на река Ую остават важен източник на жадеит.

## Употреба
Жадеитът е доминиращият минерал от най-желания сорт жад. Той е ценен в традиционната китайска култура, където се обработва в голямо разнообразие от красиви орнаменти и прибори.
Жадеитът също е бил използван от народите от каменната ера за инструменти и оръжия.

### нефрит
Жадеитът е един от двата минерала, признати за скъпоценния камък жад (нефрит). Другият е едноименният минерал нефрит. Понякога други минерали като серпентин или кварц се продават като нефрит, но разликата може да се определи от разцепването и твърдостта. Жадеитният нефрит е най-ценната форма, с най-висококачествен материал, чиято цена от 1994 г. насам надвишава 200 долара за карат. Жадеитният нефрит за първи път се използва значително в Китай едва към края на XVIII век като fei tsui.
Жадеитът от долината на Мотагуа, Гватемала, е бил използван от олмеките и маите, както и от коренното население на Коста Рика.
Необичайни цветове, като нефрит в „олмекско синьо“, който се характеризира със своя наситен синьо-зелен, полупрозрачен оттенък с бели петна, стават все по-високо ценени поради уникалната си красота и историческа употреба от мезоамериканските олмеки и коренното население на Коста Рика.